# UEFA Champions League 2007-2008 (fase a gironi)
Questa pagina contiene un resoconto delle partite della fase a gironi della UEFA Champions League 2007-2008.

## Squadre
| Legenda                                                                                   |
| ----------------------------------------------------------------------------------------- |
| Primi e secondi classificati (agli ottavi di finale della fase a eliminazione diretta)    |
| Terzi classificati (ai sedicesimi di finale fase a eliminazione diretta della Coppa UEFA) |
| Quarti classificati (eliminati)                                                           |

| Squadre        | Coeff   |
| Urna 1         | Urna 1  |
| -------------- | ------- |
| Milan          | 133.808 |
| Barcellona     | 119.374 |
| Liverpool      | 112.618 |
| Inter          | 107.808 |
| Arsenal        | 104.618 |
| Real Madrid    | 104.374 |
| Chelsea        | 99.618  |
| Manchester Utd | 99.618  |

| Squadre             | Coeff  |
| Urna 2              | Urna 2 |
| ------------------- | ------ |
| Valencia            | 99.374 |
| Olympique Lione     | 95.706 |
| Porto               | 89.107 |
| Siviglia/ AEK Atene | 87.374 |
| PSV                 | 81.995 |
| Benfica             | 78.808 |
| Roma                | 67.107 |
| Werder Brema        | 63.640 |

| Squadre             | Coeff  |
| Urna 3              | Urna 3 |
| ------------------- | ------ |
| Celtic              | 62.064 |
| Schalke 04          | 60.640 |
| Stoccarda           | 58.640 |
| FCSB                | 55.255 |
| CSKA Mosca          | 53.920 |
| Sporting Lisbona    | 52.107 |
| Lazio               | 51.808 |
| Olympique Marsiglia | 51.706 |

| Squadre      | Coeff  |
| Urna 4       | Urna 4 |
| ------------ | ------ |
| Rangers      | 47.064 |
| Šachtar      | 44.726 |
| Beşiktaş     | 43.791 |
| Olympiacos   | 42.415 |
| Dinamo Kiev  | 38.726 |
| Fenerbahçe   | 36.791 |
| Slavia Praga | 32.851 |
| Rosenborg    | 31.509 |

## Sorteggio
| Gruppo | 1ª fascia      | 2ª fascia       | 3ª fascia           | 4ª fascia    |
| ------ | -------------- | --------------- | ------------------- | ------------ |
| A      | Liverpool      | Porto           | Olympique Marsiglia | Beşiktaş     |
| B      | Chelsea        | Valencia        | Schalke 04          | Rosenborg    |
| C      | Real Madrid    | Werder Brema    | Lazio               | Olympiacos   |
| D      | Milan          | Benfica         | Celtic              | Šachtar      |
| E      | Barcellona     | Olympique Lione | Stoccarda           | Rangers      |
| F      | Manchester Utd | Roma            | Sporting Lisbona    | Dinamo Kiev  |
| G      | Inter          | PSV             | CSKA Mosca          | Fenerbahçe   |
| H      | Arsenal        | Siviglia        | FCSB                | Slavia Praga |

## Girone A

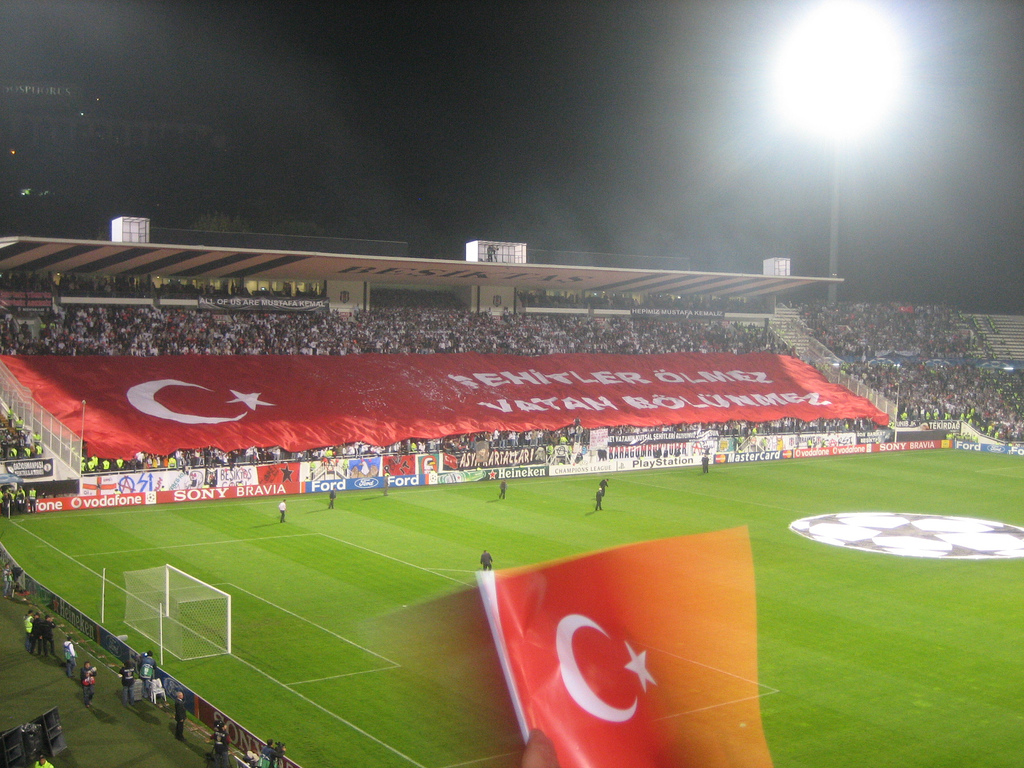
Tifosi del Beşiktaş nella gara casalinga contro il Liverpool.

Nel Gruppo A vengono inseriti gli inglesi del Liverpool, i lusitani del Porto, i francesi dell'Olympique Marsiglia e i turchi del Beşiktaş.
Nella prima giornata, l'Olympique Marsiglia batte per 2-0 il Beşiktaş al Vélodrome grazie alle reti di Rodriguez e Cissé, mentre il Liverpool, finalista della precedente edizione, viene bloccato dal Porto sul risultato di 1-1 al do Dragão, trovando il pari con Kuijt dopo l'iniziale vantaggio su calcio di rigore di Lucho González.
Nella seconda giornata, i francesi si impongono per 1-0 sugli inglesi all'Anfield grazie al gol di Valbuena, mentre i portoghesi superano i turchi col medesimo risultato al BJK İnönü con la rete di Quaresma, avvenuta solamente nei minuti finali della partita.
Nella terza giornata, i turchi si rendono protagonisti di un'inaspettata vittoria ai danni degli inglesi, sconfitti in casa per 2-1 grazie all'autogol di Hyypiä e alla rete di Bobô, cui segue l'inutile marcatura di Gerrard. A Marsiglia, i francesi e i portoghesi pareggiano invece per 1-1: all'iniziale vantaggio di Niang risponde il gol su calcio di rigore di Lucho González.
Nella quarta giornata, il Liverpool batte il Beşiktaş in casa con un roboante 8-0, vendicando la precedente sconfitta e ottenendo così il primato della vittoria con il maggior scarto di reti nella storia della manifestazione. Nell'altro match, il Porto supera l'Olympique Marsiglia in casa per 2-1: a segno per i padroni di casa Sektioui e Lisandro, mentre per gli ospiti Niang.
Nella quinta giornata, i turchi superano in rimonta i francesi per 2-1 ad Istanbul: i gol di Tello e Bobô ribaltano l'iniziale vantaggio siglato da Taiwo. Nell'altro incontro, gli inglesi sconfiggono nettamente i portoghesi per 4-1 a Liverpool: protagonista Fernando Torres, autore di una doppietta.
Nell'ultima giornata, si verificano i trionfi di Liverpool e Porto, rispettivamente ai danni di Olympique Marsiglia (4-0 al Vélodrome) e Beşiktaş (2-0 al do Dragão), che fruttano il passaggio del turno ad entrambe le squadre: i portoghesi si piazzano al primo posto in classifica con 11 punti, seguiti dagli inglesi con 10. I francesi finiscono terzi con 7 punti, ottenendo il ripescaggio in Coppa UEFA, mentre i turchi abbandonano le competizioni europee dopo averne totalizzati 6, nonostante l'ottenimento di importanti successi.
| Squadra             | P.ti | G | V | P | S | RF | RS | DR  |
| ------------------- | ---- | - | - | - | - | -- | -- | --- |
| Porto               | 11   | 6 | 3 | 2 | 1 | 8  | 7  | +1  |
| Liverpool           | 10   | 6 | 3 | 1 | 2 | 18 | 5  | +13 |
| Olympique Marsiglia | 7    | 6 | 2 | 1 | 3 | 6  | 9  | -3  |
| Beşiktaş            | 6    | 6 | 2 | 0 | 4 | 4  | 15 | -11 |

| Arbitro: | Matteo Trefoloni |

|                           |           |  |
| Rodriguez 76’ Cissé 90+1’ | Marcatori |  |

| Arbitro: | Ľuboš Micheľ |

|                       |           |          |
| L. González 8’ (rig.) | Marcatori | 17’ Kuyt |

| Arbitro: | Konrad Plautz |

|  |           |              |
|  | Marcatori | 77’ Valbuena |

| Arbitro: | Pieter Vink |

|  |           |                |
|  | Marcatori | 90+2’ Quaresma |

| Arbitro: | Claus Bo Larsen |

|                            |           |             |
| Hyypiä 13’ (aut.) Bobô 82’ | Marcatori | 85’ Gerrard |

| Arbitro: | Manuel Mejuto González |

|           |           |                     |
| Niang 70’ | Marcatori | 79’ (rig.) González |

| Arbitro: | Markus Merk |

|                                                                   |           |  |
| Crouch 19’, 89’ Benayoun 32’, 53’, 56’ Gerrard 69’ Babel 79’, 81’ | Marcatori |  |

| Arbitro: | Wolfgang Stark |

|                           |           |           |
| Sektioui 27’ Lisandro 78’ | Marcatori | 47’ Niang |

| Arbitro: | Luis Medina Cantalejo |

|                    |           |           |
| Tello 27’ Bobô 88’ | Marcatori | 65’ Taiwo |

| Arbitro: | Roberto Rosetti |

|                                               |           |              |
| Torres 19’, 78’ Gerrard 84’ (rig.) Crouch 87’ | Marcatori | 33’ Lisandro |

| Arbitro: | Terje Hauge |

|  |           |                                            |
|  | Marcatori | 4’ Gerrard 11’ Torres 48’ Kuyt 90+1’ Babel |

| Arbitro: | Peter Fröjdfeldt |

|                              |           |  |
| L. González 44’ Quaresma 62’ | Marcatori |  |

## Girone B
Nel Gruppo B vengono inseriti gli inglesi del Chelsea, gli spagnoli del Valencia, i tedeschi dello Schalke 04 e i norvegesi del Rosenborg.

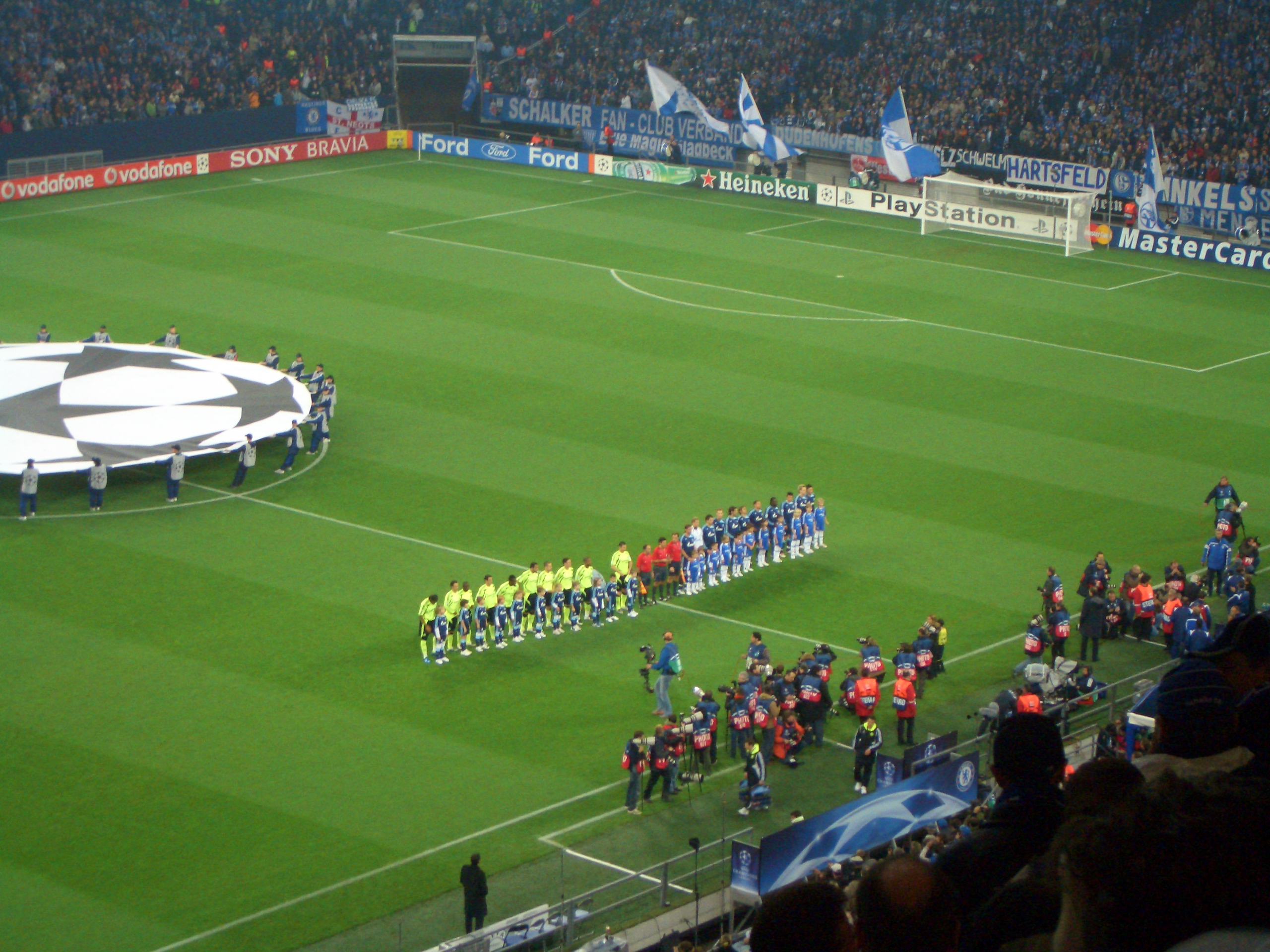
Inizio della partita tra e

Nella giornata d'esordio, il Chelsea viene fermato dal Rosenborg sul risultato di 1-1 allo Stamford Bridge, trovando il pareggio con Ševčenko dopo l'iniziale vantaggio di Koppinen, mentre il Valencia batte lo Schalke 04 alla Veltins-Arena per 1-0 grazie alla rete di Villa.
Nella seconda giornata, gli inglesi superano in rimonta gli spagnoli per 2-1 al Mestalla con i gol di Joe Cole e Drogba, ribaltando la rete iniziale di Villa, mentre i tedeschi si impongono per 2-0 sui norvegesi al Lerkendal Stadion, frutto delle marcature di Jones e Kurányi.
Nella terza giornata, entrambe le partite terminano col punteggio di 2-0: a Trondheim, i norvegesi sconfiggono gli spagnoli grazie alle reti di Koné e Riseth, invece a Londra, gli inglesi superano i tedeschi con i gol di Malouda e Drogba.
Nella quarta giornata, il Rosenborg batte nuovamente il Valencia col punteggio di 2-0, vincendo in trasferta grazie alla doppietta di Iversen, mentre a Gelsenkirchen, Schalke 04 e Chelsea non vanno oltre lo 0-0; con le parate del portiere dei londinesi, Čech, che mantengono il pari a reti inviolate.
Nella quinta giornata, gli inglesi si impongono nettamente per 4-0 sui norvegesi al Lerkendal Stadion: protagonista il solito Drogba, autore di una doppietta; mentre nell'altro incontro, gli spagnoli e i tedeschi si dividono la posta in palio con un pareggio per 0-0 al Mestalla, che costringe gli iberici alla prematura eliminazione dal torneo.
Nell'ultima giornata, il Chelsea certifica il primo posto in classifica con 12 punti dopo il pari a reti bianche con il Valencia alla Stamford Bridge; mentre lo Schalke 04 sconfigge il Rosenborg nello scontro diretto alla Veltins-Arena, trionfando per 3-1 grazie ai gol di Asamoah, Rafinha e Kurányi, che valgono il secondo posto nel girone con 8 punti. I norvegesi finiscono appunto terzi con un punto in meno dei tedeschi, venendo ripescati in Coppa UEFA, invece gli spagnoli rimangono ultimi con 5 punti.
| Squadra    | P.ti | G | V | P | S | RF | RS | DR |
| ---------- | ---- | - | - | - | - | -- | -- | -- |
| Chelsea    | 12   | 6 | 3 | 3 | 0 | 9  | 2  | +7 |
| Schalke 04 | 8    | 6 | 2 | 2 | 2 | 5  | 4  | +1 |
| Rosenborg  | 7    | 6 | 2 | 1 | 3 | 6  | 10 | -4 |
| Valencia   | 5    | 6 | 1 | 2 | 3 | 2  | 6  | -4 |

| Arbitro: | Laurent Duhamel |

|              |           |              |
| Ševčenko 53’ | Marcatori | 24’ Koppinen |

| Arbitro: | Jan Wegereef |

|  |           |           |
|  | Marcatori | 63’ Villa |

| Arbitro: | Roberto Rosetti |

|          |           |                        |
| Villa 9’ | Marcatori | 21’ J. Cole 71’ Drogba |

| Arbitro: | Grzegorz Gilewski |

|  |           |                       |
|  | Marcatori | 62’ Jones 89’ Kurányi |

| Arbitro: | Craig Thomson |

|                     |           |  |
| Koné 53’ Riseth 61’ | Marcatori |  |

| Arbitro: | Peter Fröjdfeldt |

|                       |           |  |
| Malouda 4’ Drogba 47’ | Marcatori |  |

| Arbitro: | Alon Yefet |

|  |           |                  |
|  | Marcatori | 31’, 58’ Iversen |

| Gelsenkirchen 6 novembre 2007, ore 20:45 | Schalke 04      | 0 – 0 referto | Chelsea | Arena AufSchalke (53,951 spett.)\| Arbitro: \| Massimo Busacca \| |
| Arbitro:                                 | Massimo Busacca |               |         |                                                                   |

| Arbitro: | Olegário Benquerença |

|  |           |                                     |
|  | Marcatori | 8’, 20’ Drogba 40’ Alex 73’ J. Cole |

| Valencia 28 novembre 2007, ore 20:45 | Valencia           | 0 – 0 referto | Schalke 04 | Estadio Mestalla (29,232 spett.)\| Arbitro: \| Frank De Bleeckere \| |
| Arbitro:                             | Frank De Bleeckere |               |            |                                                                      |

| Londra 11 dicembre 2007, ore 20:45 | Chelsea           | 0 – 0 referto | Valencia | Stamford Bridge (41,139 spett.)\| Arbitro: \| Grzegorz Gilewski \| |
| Arbitro:                           | Grzegorz Gilewski |               |          |                                                                    |

| Arbitro: | Mike Riley |

|                                     |           |          |
| Asamoah 12’ Rafinha 19’ Kurányi 36’ | Marcatori | 23’ Koné |

## Girone C
Nel Gruppo C vengono inseriti gli spagnoli del Real Madrid, i tedeschi del Werder Brema, gli italiani della Lazio e i greci dell'Olympiakos.
Nella giornata d'esordio, Olympiakos e Lazio pareggiano per 1-1 in un Karaiskákis senza pubblico: al gol iniziale di Galletti risponde la rete di Zauri venti minuti dopo; mentre al Bernabéu, il Real Madrid batte il Werder Brema per 2-1 grazie alle marcature di Raúl e van Nistelrooy.
Nella seconda giornata, gli italiani fermano gli spagnoli all'Olimpico sul punteggio di 2-2, frutto delle rispettive doppiette di Pandev per i laziali e di van Nistelrooy per i madrileni. Al Weserstadion, i greci si impongono invece sui tedeschi col risultato di 3-1: alla rete iniziale di Almeida nel primo tempo, rispondono i gol di Stoltidis, Patsatzoglou e Kovačević, tutti avvenuti negli ultimi quindici minuti di gara.
Nella terza giornata, i tedeschi superano gli italiani per 2-1 a Brema grazie alle marcature di Sanogo e Almeida; mentre a Madrid, gli spagnoli vincono per 4-2 contro i greci: protagonista Robinho, autore della doppietta che permette ai padroni di casa di rimontare la partita.
Nella quarta giornata, è invece la Lazio ad imporsi per 2-1 sul Werder Brema, ottenendo la vittoria casalinga grazie alla doppietta di Rocchi, la quale rende inutile il gol nel finale su calcio di rigore di Diego. Nell'altro incontro, l'Olympiakos blocca sullo 0-0 il Real Madrid ad Atene.
Nella quinta giornata, gli italiani vengono sconfitti in casa per 2-1 dai greci: i gol di Galletti e Kovačević annullano il vantaggio iniziale di Pandev, portando alla prematura eliminazione dei laziali dal torneo. Nell'altro match, gli spagnoli perdono in trasferta contro i tedeschi per 3-2: decisive le reti di Rosenberg, Sanogo e Hunt per il trionfo teutonico.
Nell'ultima giornata, si verificano le vittorie di Real Madrid e Olympiakos, rispettivamente ai danni di Lazio (3-1 al Bernabéu) e Werder Brema (3-0 al Karaiskákis), che fruttano il passaggio del turno ad entrambe le formazioni: gli spagnoli e i greci terminano inoltre a pari punti con 11, ma i madrileni si piazzano al primo posto in classifica in virtù degli scontri diretti favorevoli. I tedeschi finiscono terzi con 6 punti, ottenendo il ripescaggio in Coppa UEFA, uno in più degli italiani, ultimi del girone con 5, il cui portiere Ballotta ha registrato tuttavia il record di anzianità nella competizione, scendendo in campo l'11 dicembre 2007 all'età di 43 anni, battendo quello appartenente a Costacurta.
| Squadra      | P.ti | G | V | P | S | RF | RS | DR |
| ------------ | ---- | - | - | - | - | -- | -- | -- |
| Real Madrid  | 11   | 6 | 3 | 2 | 1 | 13 | 9  | +4 |
| Olympiacos   | 11   | 6 | 3 | 2 | 1 | 11 | 7  | +4 |
| Werder Brema | 6    | 6 | 2 | 0 | 4 | 8  | 13 | -5 |
| Lazio        | 5    | 6 | 1 | 2 | 3 | 8  | 11 | -3 |

| Arbitro: | Howard Webb |

|                             |           |            |
| Raúl 16’ van Nistelrooy 74’ | Marcatori | 17’ Sanogo |

| Arbitro: | Eric Braamhaar |

|              |           |           |
| Galletti 55’ | Marcatori | 77’ Zauri |

| Arbitro: | Claus Bo Larsen. Danimarca |

|             |           |                                              |
| Almeida 32’ | Marcatori | 72’ Stoltidis 82’ Patsatzoglou 87’ Kovačević |

| Arbitro: | Frank De Bleeckere |

|                 |           |                        |
| Pandev 32’, 75’ | Marcatori | 8’, 61’ van Nistelrooy |

| Arbitro: | Olegário Benquerença |

|                        |           |                |
| Sanogo 28’ Almeida 54’ | Marcatori | 82’ Manfredini |

| Arbitro: | Tom Henning Øvrebø |

|                                     |           |                       |
| Raúl 2’ Robinho 68’, 83’ Balboa 90’ | Marcatori | 8’ Galletti 47’ César |

| Arbitro: | Ivan Bebek |

|                        |           |                  |
| Rocchi 57’ (rig.), 68’ | Marcatori | 86’ (rig.) Diego |

| Atene 6 novembre 2007, ore 20:45 | Olympiacos   | 0 – 0 referto | Real Madrid | Stadio Karaiskákis (33,500 spett.)\| Arbitro: \| Ľuboš Micheľ \| |
| Arbitro:                         | Ľuboš Micheľ |               |             |                                                                  |

| Arbitro: | Pieter Vink |

|                                  |           |                                |
| Rosenberg 4’ Sanogo 40’ Hunt 58’ | Marcatori | 14’ Robinho 72’ van Nistelrooy |

| Arbitro: | Howard Webb |

|            |           |                            |
| Pandev 30’ | Marcatori | 35’ Galletti 64’ Kovačević |

| Arbitro: | Massimo Busacca |

|                                         |           |            |
| Júlio Baptista 13’ Raúl 16’ Robinho 36’ | Marcatori | 81’ Pandev |

| Arbitro: | Laurent Duhamel |

|                                  |           |  |
| Stoltidis 12’, 74’ Kovačević 70’ | Marcatori |  |

## Girone D
Nel Gruppo D vengono inseriti gli italiani del Milan, i portoghesi del Benfica, gli scozzesi del Celtic e gli ucraini dello Šachtar.

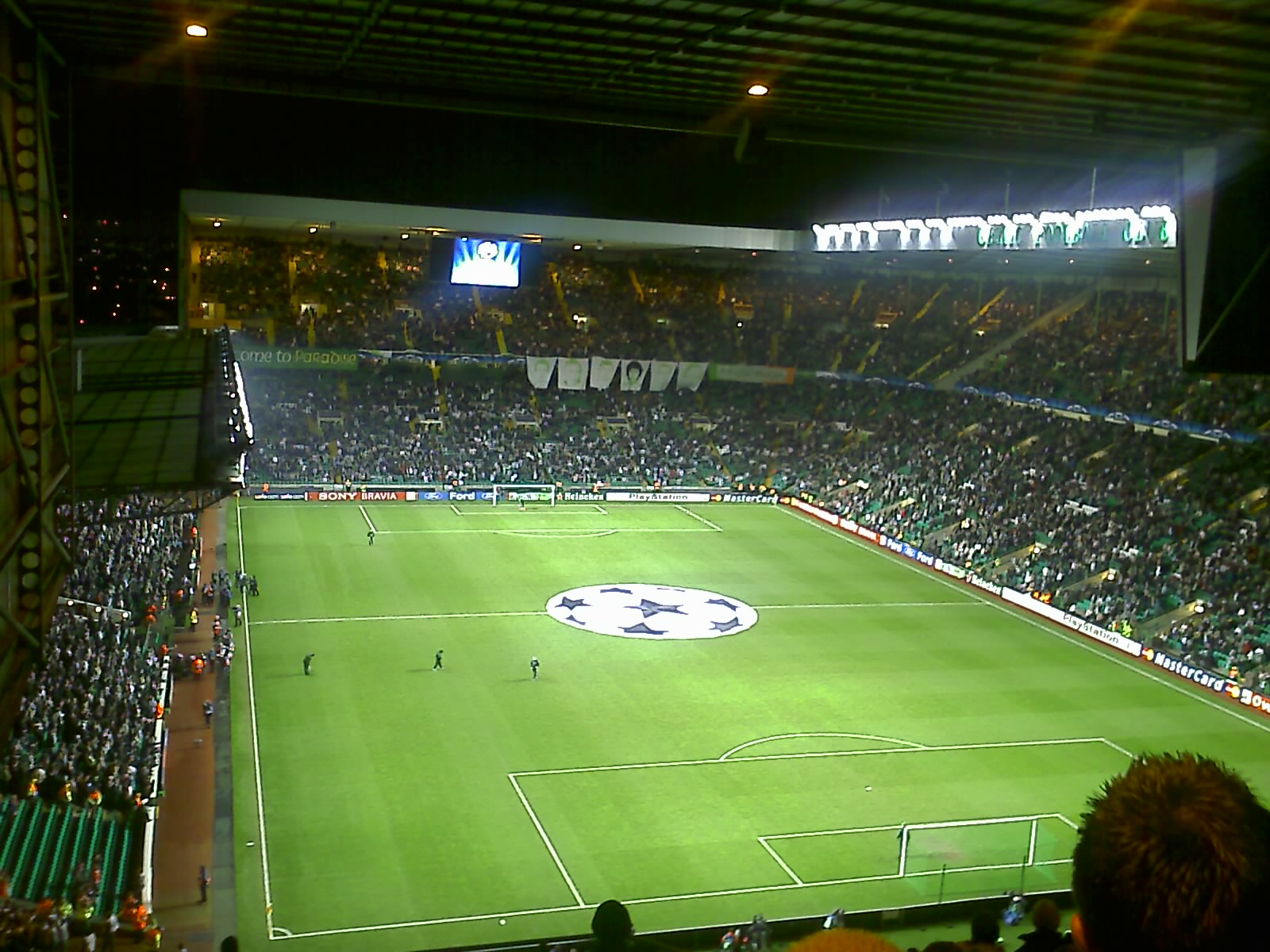
Prepartita di - al Celtic Park di Glasgow

Nella giornata d'esordio, i campioni in carica del Milan battono il Benfica al San Siro per 2-1 grazie alle reti di Pirlo, che segna su calcio di punizione, e di Inzaghi, cui segue l'inutile gol di Nuno Gomes nel recupero; mentre all'Olimpiyskyi, lo Šachtar ha la meglio sul Celtic per 2-0, frutto delle marcature di Brandão e Lucarelli, entrambe avvenute nei primi minuti di gara.
Nella seconda giornata, gli scozzesi ottengono una sorprendente vittoria ai danni degli italiani al Celtic Park per 2-1 grazie alla reti di McManus e McDonald, quest'ultima materializzatasi nei minuti di recupero della partita. Nell'altro incontro, gli ucraini si impongono per 1-0 sui portoghesi al da Luz in virtù del gol di Jádson.
Nelle terza giornata, gli italiani superano nettamente gli ucraini a Milano col risultato di 4-1: protagonisti del match Gilardino e Seedorf, autori di una doppietta ciascuno. A Lisbona, i portoghesi vincono contro gli scozzesi per 1-0 in seguito alla marcatura di Cardozo.
Nella quarta giornata, il Milan batte nuovamente lo Šachtar, imponendosi per 3-0 a Donec'k grazie al gol di Kakà e alla doppietta di Inzaghi, mentre il Celtic sconfigge il Benfica per 1-0 a Glasgow con rete di McGeady.
Nella quinta giornata, portoghesi e italiani pareggiano per 1-1 al da Luz: al vantaggio iniziale di Pirlo risponde il gol di Pereira cinque minuti dopo. Nell'altro incontro, gli scozzesi superano in rimonta gli ucraini per 2-1 al Celtic Park: le reti di Jarošík e Donati ribaltano l'iniziale marcatura di Brandão.
Nell'ultima giornata, il Milan certifica il primo posto in classifica con 13 punti, piegando in casa il Celtic per 1-0 grazie al gol di Inzaghi, mentre il Benfica, nonostante la vittoria in trasferta per 2-1 ai danni dello Šachtar con doppietta di Cardozo, giunge al terzo posto del girone con 7 punti, alle spalle degli scozzesi secondi con 9, ottenendo così il ripescaggio in Coppa UEFA proprio a discapito degli stessi ucraini, ultimi in classifica con 6 punti.
| Squadra | P.ti | G | V | P | S | RF | RS | DR |
| ------- | ---- | - | - | - | - | -- | -- | -- |
| Milan   | 13   | 6 | 4 | 1 | 1 | 12 | 5  | +7 |
| Celtic  | 9    | 6 | 3 | 0 | 3 | 5  | 6  | -1 |
| Benfica | 7    | 6 | 2 | 1 | 3 | 5  | 6  | -1 |
| Šachtar | 6    | 6 | 2 | 0 | 4 | 6  | 11 | -5 |

| Arbitro: | Mike Riley |

|                      |           |                  |
| Pirlo 9’ Inzaghi 24’ | Marcatori | 90+2’ Nuno Gomes |

| Arbitro: | Alberto Undiano Mallenco |

|                         |           |  |
| Brandão 5’ Lucarelli 8’ | Marcatori |  |

| Arbitro: | Markus Merk |

|                          |           |                 |
| McManus 62’ McDonald 90’ | Marcatori | 68’ (rig.) Kaká |

| Arbitro: | Wolfgang Stark |

|  |           |            |
|  | Marcatori | 42’ Jádson |

| Arbitro: | Luis Medina Cantalejo |

|                                    |           |               |
| Gilardino 6’, 14’ Seedorf 62’, 69’ | Marcatori | 51’ Lucarelli |

| Arbitro: | Massimo Busacca |

|             |           |  |
| Cardozo 87’ | Marcatori |  |

| Arbitro: | Pieter Vink |

|  |           |                             |
|  | Marcatori | 66’, 90+3’ Inzaghi 72’ Kaká |

| Arbitro: | Martin Hansson |

|             |           |  |
| McGeady 45’ | Marcatori |  |

| Arbitro: | Herbert Fandel |

|             |           |           |
| Pereira 20’ | Marcatori | 15’ Pirlo |

| Arbitro: | Bertrand Layec |

|                          |           |            |
| Jarošík 45’ Donati 90+2’ | Marcatori | 4’ Brandão |

| Arbitro: | Tom Henning Øvrebø |

|             |           |  |
| Inzaghi 70’ | Marcatori |  |

| Arbitro: | Kyros Vassaras |

|                      |           |                 |
| Lucarelli 30’ (rig.) | Marcatori | 6’, 22’ Cardozo |

## Girone E

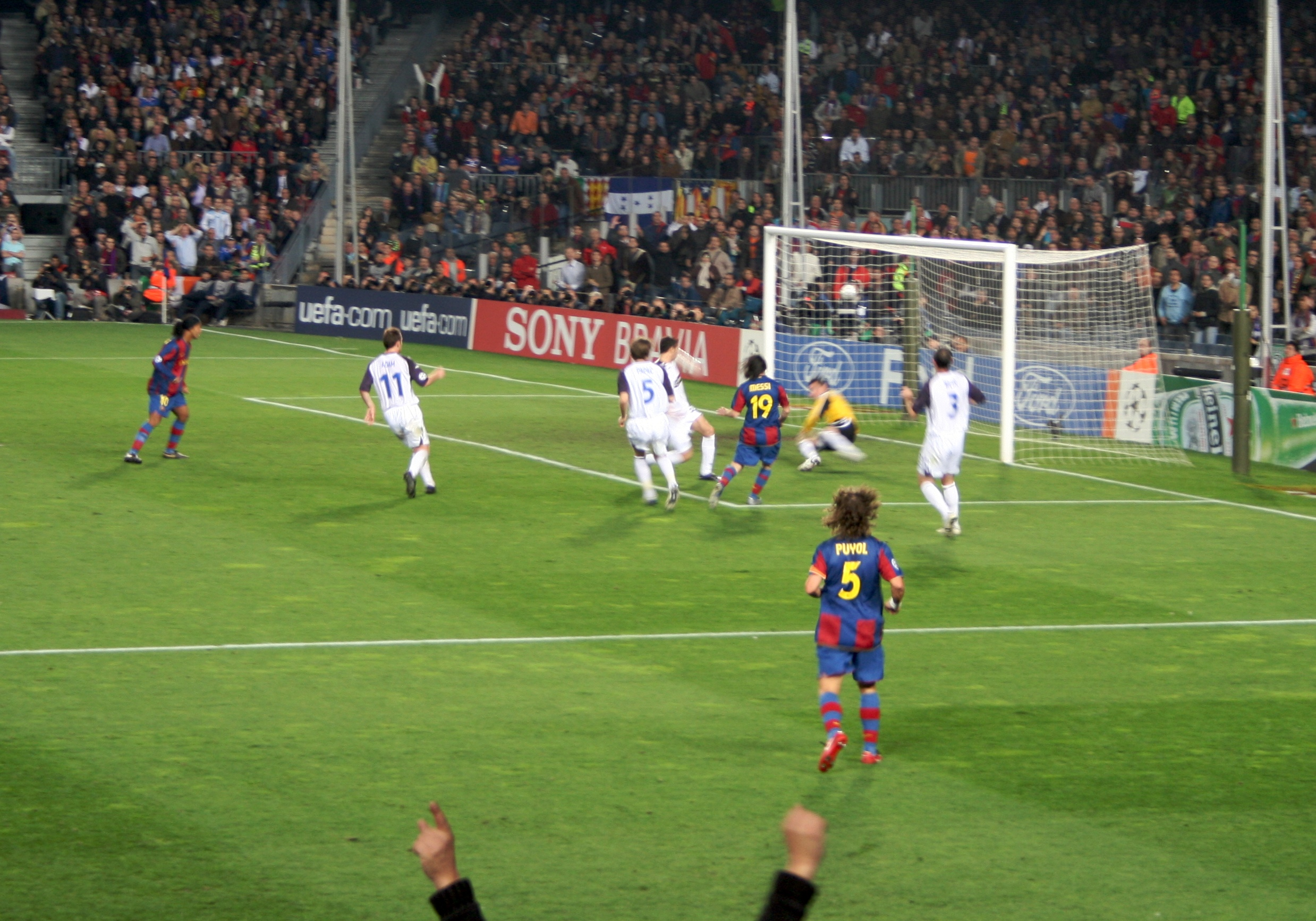
Il gol di Messi in Barcellona- 2-0

Nel Gruppo E vengono inseriti gli spagnoli del Barcellona, i francesi dell'Olympique Lione, i tedeschi dello Stoccarda e gli scozzesi del Rangers.
Nella giornata d'esordio, il Rangers batte lo Stoccarda all'Ibrox Stadium per 2-1: il gol di Adam e la rete su calcio di rigore di Darcheville rimontano l'iniziale vantaggio di Gómez. Nell'altro incontro, il Barcellona supera nettamente l'Olympique Lione per 3-0 al Camp Nou grazie all'autogol di François Clerc e alle marcature di Messi e Henry.
Nella seconda giornata, gli spagnoli si impongono per 2-0 sui tedeschi al Gottlieb-Daimler Stadion, frutto dei gol di Puyol e Messi, mentre gli scozzesi vincono per 3-0 contro i francesi allo Stade de Gerland in virtù delle reti di McCulloch, Cousin e Beasley.
Nella terza giornata, gli scozzesi bloccano gli spagnoli sullo 0-0 a Glasgow, mentre a Stoccarda, i francesi hanno la meglio sui tedeschi per 2-0 grazie ai gol di Fábio Santos e Benzema.
Nella quarta giornata, l'Olympique Lione batte nuovamente lo Stoccarda, imponendosi in casa per 4-2: protagonista Ben Arfa, autore di una doppietta. Nell'altro match, il Barcellona sconfigge il Rangers in casa per 2-0 con le reti di Messi e Henry, entrambe avvenute nel primo tempo.
Nella quinta giornata, i tedeschi prevalgono in casa sugli scozzesi per 3-2 in una rocambolesca partita, decisa dalle marcature teutoniche di Cacau, Pardo e Marica. A Lione, i francesi e gli spagnoli pareggiano invece per 2-2: la doppietta di Juninho rimonta i gol iniziali di Iniesta e Messi, quest'ultimo a segno su calcio di rigore.
Nell'ultima giornata, il Barcellona consolida il primo posto in classifica con 14 punti dopo aver sconfitto lo Stoccarda per 3-1 al Camp Nou (reti di Giovani, Eto'o e Ronaldinho), mentre l'Olympique Lione agguanta il secondo posto del girone con 10 punti, battendo il Rangers per 3-0 nello scontro diretto all'Ibrox Stadium grazie al gol di Govou e alla doppietta di Benzema. Gli scozzesi giungono comunque al terzo posto con 7 punti, valevole per la Coppa UEFA, mentre i tedeschi rimangono ultimi con solo 3 punti all'attivo.
| Squadra         | P.ti | G | V | P | S | RF | RS | DR |
| --------------- | ---- | - | - | - | - | -- | -- | -- |
| Barcellona      | 14   | 6 | 4 | 2 | 0 | 12 | 3  | +9 |
| Olympique Lione | 10   | 6 | 3 | 1 | 2 | 11 | 10 | +1 |
| Rangers         | 7    | 6 | 2 | 1 | 3 | 7  | 9  | -2 |
| Stoccarda       | 3    | 6 | 1 | 0 | 5 | 7  | 15 | -8 |

| Arbitro: | Stefano Farina |

|                                 |           |           |
| Adam 62’ Darcheville 75’ (rig.) | Marcatori | 56’ Gomez |

| Arbitro: | Massimo Busacca |

|                                        |           |  |
| Clerc 22’ (aut.) Messi 82’ Henry 90+1’ | Marcatori |  |

| Arbitro: | Martin Hansson |

|  |           |                     |
|  | Marcatori | 58’ Puyol 66’ Messi |

| Arbitro: | Tom Henning Øvrebø |

|  |           |                                      |
|  | Marcatori | 23’ McCulloch 48’ Cousin 53’ Beasley |

| Glasgow 23 ottobre 2007, ore 20:45 | Rangers       | 0 – 0 referto | Barcellona | Ibrox Stadium (49,957 spett.)\| Arbitro: \| Konrad Plautz \| |
| Arbitro:                           | Konrad Plautz |               |            |                                                              |

| Arbitro: | Lucílio Batista |

|  |           |                              |
|  | Marcatori | 55’ Fábio Santos 79’ Benzema |

| Arbitro: | Yuri Baskakov |

|                                            |           |                |
| Ben Arfa 5’, 37’ Källstrom 15’ Juninho 90’ | Marcatori | 16’, 56’ Gomez |

| Arbitro: | Eric Braamhaar |

|                    |           |  |
| Henry 6’ Messi 43’ | Marcatori |  |

| Arbitro: | Darko Čeferin |

|                                |           |                       |
| Cacau 45’ Pardo 62’ Marica 85’ | Marcatori | 27’ Adam 70’ Ferguson |

| Arbitro: | Stefano Farina |

|                        |           |                             |
| Juninho 7’, 80’ (rig.) | Marcatori | 4’ Iniesta 58’ (rig.) Messi |

| Arbitro: | Ľuboš Micheľ |

|  |           |                            |
|  | Marcatori | 16’ Govou 85’, 88’ Benzema |

| Arbitro: | Stéphane Lannoy |

|                                      |           |             |
| Giovani 36’ Eto'o 57’ Ronaldinho 67’ | Marcatori | 4’ da Silva |

## Girone F
Nel Gruppo F vengono inseriti gli inglesi del Manchester Utd, gli italiani della Roma, i portoghesi dello Sporting Lisbona e gli ucraini della Dinamo Kiev.
Nella giornata d'esordio, il Manchester Utd batte lo Sporting Lisbona per 1-0 all'Alvalade grazie alla rete di Cristiano Ronaldo, mentre all'Olimpico, la Roma ha la meglio sulla Dinamo Kiev col risultato di 2-0, frutto dei gol di Perrotta e Totti.
Nella seconda giornata, gli inglesi piegano gli italiani all'Old Trafford per 1-0 in virtù della marcatura di Rooney, mentre al Lobanovs'kyj, i portoghesi superano gli ucraini per 2-1 con le reti di Tonel e Polga, intervallate dall'inutile gol di Vaščuk.
Nella terza giornata, gli inglesi si impongono nettamente sugli ucraini a Kiev col punteggio di 4-2: protagonista il solito Cristiano Ronaldo, autore di una doppietta. A Roma, i padroni di casa vincono per 2-1 contro i portoghesi grazie alle reti di Juan e Vučinić, inframezzate dal momentaneo pari di Liédson.
Nella quarta giornata, la Roma viene fermata in trasferta sul risultato di 2-2 dallo Sporting Lisbona: la doppietta di Liédson annulla l'iniziale vantaggio di Cassetti, ma nel recupero, un'autorete di Polga ristabilisce la parità per gli ospiti. Nell'altra gara, il Manchester Utd batte nuovamente la Dinamo Kiev senza troppe difficoltà, trionfando in casa con un perentorio 4-0 (a segno Piqué, Tévez, Rooney e Cristiano Ronaldo).
Nella quinta giornata, gli italiani prevalgono sugli ucraini per 4-1 al Lobanov'kyj in virtù delle reti di Panucci, Giuly e Vučinić, quest'ultimo autore di una doppietta. A Manchester, gli inglesi sconfiggono i portoghesi per 2-1: i gol di Tévez e Cristiano Ronaldo, che segna nel recupero su calcio di punizione, ribaltano il vantaggio iniziale di Abel.
Nell'ultima giornata, Roma e Manchester Utd, entrambe già qualificate alla fase successiva, pareggiano per 1-1 all'Olimpico: alla rete di Piqué per gli ospiti risponde quella di Mancini per i padroni di casa. All'Alvalade, i gol di Polga, a segno su calcio di rigore, João Moutinho e Liédson regolano la Dinamo Kiev per 3-0. Gli inglesi giungono appunto al primo posto in classifica con 16 punti, seguiti dagli italiani con 11, mentre i portoghesi vengono ripescati in Coppa UEFA col terzo posto a 7 punti; ultimi invece gli ucraini, a secco di vittorie e di punti nel raggruppamento.
| Squadra          | P.ti | G | V | P | S | RF | RS | DR  |
| ---------------- | ---- | - | - | - | - | -- | -- | --- |
| Manchester Utd   | 16   | 6 | 5 | 1 | 0 | 13 | 4  | +9  |
| Roma             | 11   | 6 | 3 | 2 | 1 | 11 | 6  | +5  |
| Sporting Lisbona | 7    | 6 | 2 | 1 | 3 | 9  | 8  | +1  |
| Dinamo Kiev      | 0    | 6 | 0 | 0 | 6 | 4  | 19 | -15 |

| Arbitro: | Herbert Fandel |

|  |           |             |
|  | Marcatori | 62’ Ronaldo |

| Arbitro: | Alain Hamer |

|                       |           |  |
| Perrotta 9’ Totti 70’ | Marcatori |  |

| Arbitro: | Manuel Mejuto González |

|            |           |  |
| Rooney 70’ | Marcatori |  |

| Arbitro: | Bertrand Layec |

|              |           |                     |
| Vashchuk 28’ | Marcatori | 14’ Tonel 38’ Polga |

| Arbitro: | Terje Hauge |

|                      |           |             |
| Juan 15’ Vučinić 69’ | Marcatori | 18’ Liédson |

| Arbitro: | Viktor Kassai |

|                         |           |                                                  |
| Rincón 33’ Bangoura 79’ | Marcatori | 10’ Ferdinand 18’ Rooney 41’, 68’ (rig.) Ronaldo |

| Arbitro: | Frank De Bleeckere |

|                  |           |                              |
| Liédson 23’, 65’ | Marcatori | 4’ Cassetti 89’ (aut.) Polga |

| Arbitro: | Jan Wegereef |

|                                            |           |  |
| Piqué 31’ Tévez 37’ Rooney 76’ Ronaldo 88’ | Marcatori |  |

| Arbitro: | Wolfgang Stark |

|              |           |                                       |
| Bangoura 62’ | Marcatori | 4’ Panucci 32’ Giuly 36’, 77’ Vučinić |

| Arbitro: | Claus Bo Larsen |

|                         |           |          |
| Tévez 61’ Ronaldo 90+2’ | Marcatori | 22’ Abel |

| Arbitro: | Martin Hansson |

|             |           |           |
| Mancini 71’ | Marcatori | 34’ Piqué |

| Arbitro: | Stuart Dougal |

|                                                |           |  |
| Polga 35’ (rig.) João Moutinho 67’ Liédson 89’ | Marcatori |  |

## Girone G
Nel Gruppo G vengono inseriti gli italiani dell'Inter, gli olandesi del PSV, i russi del CSKA Mosca e i turchi del Fenerbahçe.
Nella giornata d'esordio, il Fenerbahçe batte a sorpresa l'Inter al Şükrü Saracoğlu per 1-0 grazie alla rete in semirovesciata di Deivid, mentre al Philips Stadion, il PSV ha la meglio sul CSKA Mosca per 2-1, frutto dei gol di Lazović e Perez, cui segue l'inutile marcatura di Vágner Love nel recupero.
Nella seconda giornata, gli italiani superano gli olandesi per 2-0 al Meazza con doppietta di Ibrahimović, invece allo Stadion Lokomotiv, i russi e i turchi pareggiano per 2-2: la rete di Krasić e il gol su calcio di rigore di Vágner Love rimontano l'iniziale vantaggio di Alex, ma la marcatura nel finale di Deivid su calcio di punizione ristabilisce la parità per gli ospiti.
Nella terza giornata, gli olandesi e i turchi si dividono la posta in palio, pareggiando per 0-0 ad Eindhoven; mentre a Mosca, gli italiani vincono contro i russi col risultato di 2-1: i gol di Crespo e Samuel ribaltano il vantaggio iniziale propiziato da Jô.
Nella quarta giornata, il Fenerbahçe sconfigge per 2-0 il PSV ad Istanbul grazie all'autorete di Marcellis e al gol di Semih Şentürk, mentre l'Inter batte nuovamente il CSKA Mosca, imponendosi per 4-2 a Milano con le rispettive doppiette di Ibrahimović e Cambiasso dopo aver rimontato due reti di svantaggio.
Nella quinta giornata, gli olandesi espugnano il campo dei russi per 1-0 con il gol di Farfán, eliminandoli conseguentemente dal torneo; mentre gli italiani prevalgono in casa con un netto 3-0 nei confronti dei turchi: a segno Cruz, Ibrahimović e Jiménez.
Nell'ultima giornata, l'Inter consolida il già assicurato primo posto in classifica con 15 punti, superando in trasferta il PSV per 1-0 con rete di Cruz, mentre il Fenerbahçe piega in casa il CSKA Mosca per 3-1 grazie al gol di Alex e alla doppietta di Uğur Boral, che certifica il secondo posto del girone con 11 punti. Gli olandesi arrivano terzi con 7 punti, venendo ripescati in Coppa UEFA, mentre i deludenti russi chiudono all'ultimo posto con solamente 1 punto all'attivo.
| Squadra    | P.ti | G | V | P | S | RF | RS | DR |
| ---------- | ---- | - | - | - | - | -- | -- | -- |
| Inter      | 15   | 6 | 5 | 0 | 1 | 12 | 4  | +8 |
| Fenerbahçe | 11   | 6 | 3 | 2 | 1 | 8  | 6  | +2 |
| PSV        | 7    | 6 | 2 | 1 | 3 | 3  | 6  | -3 |
| CSKA Mosca | 1    | 6 | 0 | 1 | 5 | 7  | 14 | -7 |

| Arbitro: | Luis Medina Cantalejo |

|            |           |  |
| Deivid 43’ | Marcatori |  |

| Arbitro: | Pedro Proença |

|                       |           |                 |
| Lazović 60’ Perez 80’ | Marcatori | 89’ Vágner Love |

| Arbitro: | Knut Kircher |

|                                   |           |                    |
| Krasic 48’ Vágner Love 53’ (rig.) | Marcatori | 9’ Alex 86’ Deivid |

| Arbitro: | Kyros Vassaras |

|                             |           |  |
| Ibrahimović 15’ (rig.), 31’ | Marcatori |  |

| Eindhoven 23 ottobre 2007, ore 20:45 | PSV         | 0 – 0 referto | Fenerbahçe | PSV Stadium (35 000 spett.)\| Arbitro: \| Howard Webb \| |
| Arbitro:                             | Howard Webb |               |            |                                                          |

| Arbitro: | Mike Riley |

|        |           |                       |
| Jô 32’ | Marcatori | 52’ Crespo 80’ Samuel |

| Arbitro: | Alain Hamer |

|                                |           |  |
| Marcellis 28’ (aut.) Semih 30’ | Marcatori |  |

| Arbitro: | Paul Allaerts |

|                                         |           |                        |
| Ibrahimović 32’, 75’ Cambiasso 34’, 67’ | Marcatori | 22’ Jô 31’ Vágner Love |

| Arbitro: | Manuel Mejuto González |

|  |           |            |
|  | Marcatori | 39’ Farfán |

| Arbitro: | Konrad Plautz |

|                                        |           |  |
| Cruz 55’ Ibrahimović 66’ Jiménez 90+2’ | Marcatori |  |

| Arbitro: | Markus Merk |

|  |           |          |
|  | Marcatori | 64’ Cruz |

| Arbitro: | Matteo Trefoloni |

|                                |           |                        |
| Alex 32’ Uğur Boral 45+1’, 90’ | Marcatori | 30’ (aut.) Edu Dracena |

## Girone H
Nel Gruppo H vengono inseriti gli inglesi dell'Arsenal, gli spagnoli del Siviglia, i rumeni dello Steaua Bucarest e i cechi dello Slavia Praga.

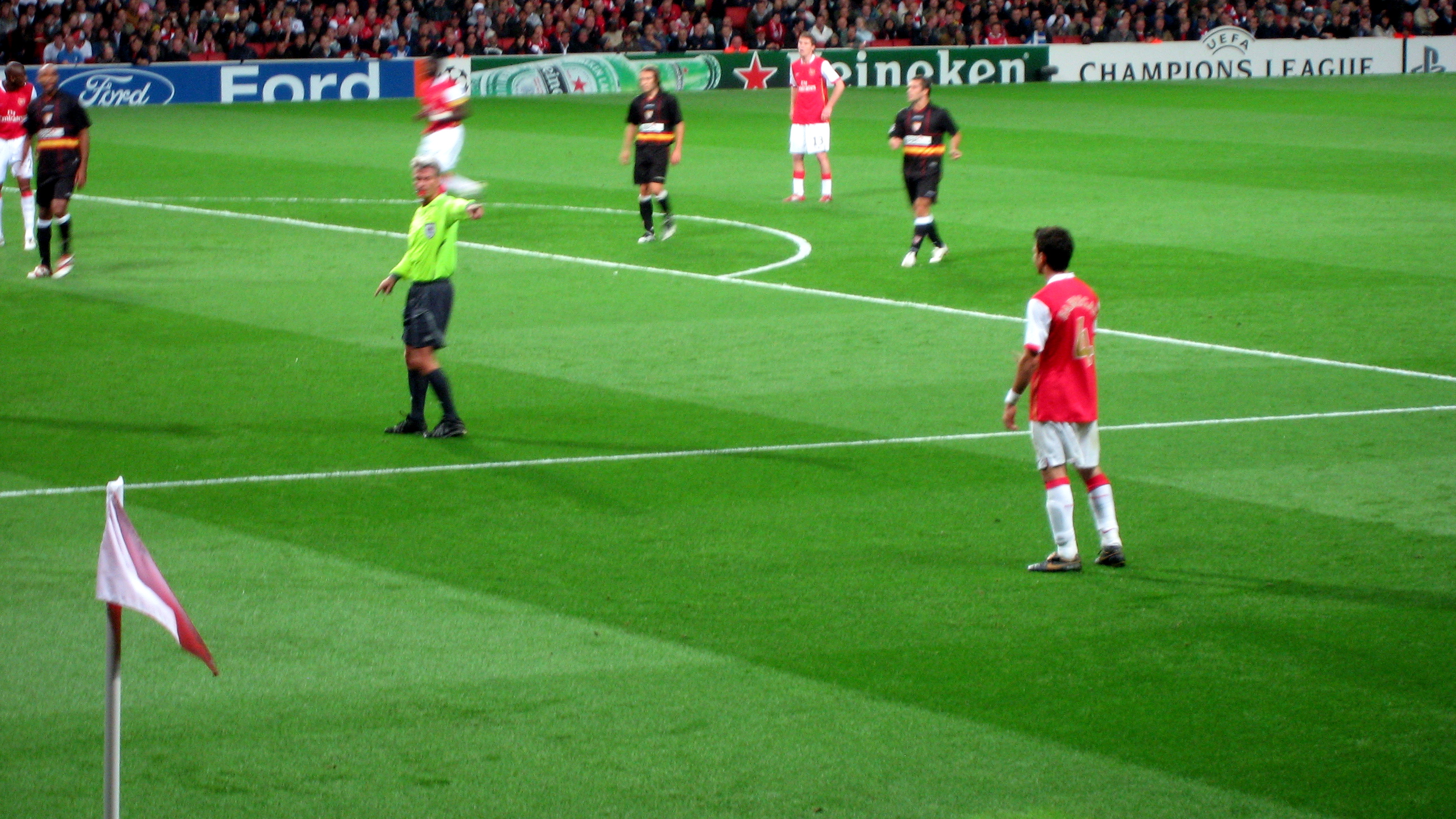
Cesc Fàbregas si appresta a battere una punizione durante la partita -Siviglia, terminata 3-0 per gli inglesi

Nella giornata d'esordio, l'Arsenal batte il Siviglia, detentore della Coppa UEFA, all'Emirates Stadium con un netto 3-0, frutto dei gol di Fàbregas, van Persie e Eduardo; mentre all'Evžena Rošického, lo Slavia Praga, alla prima partecipazione alla fase a gironi del torneo, ha la meglio sullo Steaua Bucarest per 2-1 grazie alle reti di Šenkeřík e Belaid, intervallate dall'inutile marcatura di Goian.
Nella seconda giornata, gli inglesi superano i rumeni per 1-0 al Ghencea in virtù del gol di van Persie; invece al Ramón Sánchez-Pizjuán, gli spagnoli sconfiggono i cechi col risultato di 4-2: a segno Kanouté, Luís Fabiano, Escudé e Koné.
Nella terza giornata, gli spagnoli si impongono per 2-1 sui rumeni a Siviglia grazie alle reti di Kanouté e Luís Fabiano, entrambe avvenute nei primi minuti di gara, cui segue l'inutile gol di Petre per gli ospiti. A Londra, gli inglesi abbattono invece i cechi con un perentorio 7-0: protagonisti Fàbregas e Walcott, autori di una doppietta ciascuno.
Nella quarta giornata, il Siviglia batte nuovamente lo Steaua Bucarest, affermandosi per 2-0 sul loro campo in seguito alla doppietta di Renato; mentre lo Slavia Praga riesce a bloccare in casa l'Arsenal sul punteggio di 0-0.
Nella quinta giornata, gli spagnoli prevalgono in casa per 3-1 sugli inglesi: i gol di Keita, Luís Fabiano e Kanouté, che segna su calcio di rigore, ribaltano l'iniziale vantaggio di Eduardo. A Bucarest, rumeni e cechi pareggiano invece per 1-1: all'iniziale rete di Badea per i padroni di casa risponde la marcatura di Šenkeřík per gli ospiti.
Nell'ultima giornata si registrano i trionfi di Arsenal e Siviglia, rispettivamente a discapito di Steaua Bucarest (2-1 all'Emirates Stadium con reti di Diaby e Bendtner) e Slavia Praga (3-0 all'Evžena Rošického grazie ai gol di Luís Fabiano, Kanouté e Dani Alves), che fruttano il passaggio del turno ad entrambe le squadre: gli spagnoli si piazzano al primo posto in classifica con 15 punti, seguiti dagli inglesi con 13. I cechi finiscono terzi con 5 punti, ottenendo il ripescaggio in Coppa UEFA, mentre i rumeni terminano all'ultimo posto del girone con solamente 1 punto conquistato.
| Squadra         | P.ti | G | V | P | S | RF | RS | DR  |
| --------------- | ---- | - | - | - | - | -- | -- | --- |
| Siviglia        | 15   | 6 | 5 | 0 | 1 | 14 | 7  | +7  |
| Arsenal         | 13   | 6 | 4 | 1 | 1 | 14 | 4  | +10 |
| Slavia Praga    | 5    | 6 | 1 | 2 | 3 | 5  | 16 | -11 |
| Steaua Bucarest | 1    | 6 | 0 | 1 | 5 | 4  | 10 | -6  |

| Arbitro: | Peter Fröjdfeldt |

|                                         |           |  |
| Fàbregas 28’ van Persie 59’ Eduardo 90’ | Marcatori |  |

| Arbitro: | Olegário Benquerença |

|                         |           |           |
| Šenkeřík 14’ Belaid 63’ | Marcatori | 33’ Goian |

| Arbitro: | Terje Hauge |

|  |           |                |
|  | Marcatori | 76’ van Persie |

| Arbitro: | Jurij Baskakov |

|                                            |           |                        |
| Kanouté 9’ Fabiano 27’ Escudé 58’ Koné 69’ | Marcatori | 19’ Pudil 90’ Kalivoda |

| Arbitro: | Roberto Rosetti |

|                             |           |           |
| Kanouté 5’ Luís Fabiano 18’ | Marcatori | 64’ Petre |

| Arbitro: | Stefano Farina |

|                                                                            |           |  |
| Fàbregas 5’, 58’ Hubáček 24’ (aut.) Walcott 41’, 55’ Hleb 51’ Bendtner 89’ | Marcatori |  |

| Arbitro: | Herbert Fandel |

|  |           |                 |
|  | Marcatori | 25’, 65’ Renato |

| Praga 7 novembre 2007, ore 20:45 | Slavia Praga   | 0 – 0 referto | Arsenal | Stadion Evžena Rošického (18 000 spett.)\| Arbitro: \| Bertrand Layec \| |
| Arbitro:                         | Bertrand Layec |               |         |                                                                          |

| Arbitro: | Eric Braamhaar |

|                                               |           |             |
| Keita 24’ Luís Fabiano 34’ Kanoute 89’ (rig.) | Marcatori | 11’ Eduardo |

| Arbitro: | Alain Hamer |

|           |           |              |
| Badea 12’ | Marcatori | 78’ Šenkeřík |

| Arbitro: | Yuri Baskakov |

|                       |           |             |
| Diaby 8’ Bendtner 42’ | Marcatori | 68’ Zaharia |

| Arbitro: | Viktor Kassai |

|  |           |                                               |
|  | Marcatori | 66’ Luís Fabiano 69’ Kanouté 87’ Daniel Alves |